# Хоррамабад (Новбаран)
Хоррамабад (перс. خرم اباد) — село в Ірані, у дегестані Баят, у бахші Новбаран, шагрестані Саве остану Марказі. За даними перепису 2006 року, його населення становило 58 осіб, що проживали у складі 19 сімей.

## Клімат
Середня річна температура становить 11,21°C, середня максимальна – 30,40°C, а середня мінімальна – -10,64°C. Середня річна кількість опадів – 260 мм.
| Клімат поселення                              | Клімат поселення | Клімат поселення | Клімат поселення | Клімат поселення | Клімат поселення | Клімат поселення | Клімат поселення | Клімат поселення | Клімат поселення | Клімат поселення | Клімат поселення | Клімат поселення | Клімат поселення |
| Показник                                      | Січ.             | Лют.             | Бер.             | Квіт.            | Трав.            | Черв.            | Лип.             | Серп.            | Вер.             | Жовт.            | Лист.            | Груд.            |                  |
| Середній максимум, °C                         | 5,21             | 6,67             | 11,76            | 17,97            | 22,84            | 28,84            | 30,40            | 29,97            | 25,29            | 18,96            | 12,11            | 6,43             |                  |
| Середня температура, °C                       | −2,71            | −1,26            | 3,84             | 10,04            | 14,92            | 20,92            | 24,67            | 24,25            | 19,56            | 13,22            | 6,37             | 0,70             |                  |
| Середній мінімум, °C                          | −10,64           | −9,19            | −4,08            | 2,12             | 6,99             | 12,99            | 18,94            | 18,51            | 13,82            | 7,49             | 0,65             | −5,03            |                  |
| Норма опадів, мм                              | 35               | 35               | 48               | 37               | 31               | 5                | 1                | 1                | 0                | 11               | 22               | 34               |                  |
| Середньомісячна швидкість вітру, м/с          | 1.80             | 2.45             | 2.98             | 3.03             | 2.56             | 2.46             | 2.55             | 2.36             | 2.17             | 2.12             | 1.72             | 1.76             |                  |
| Середньомісячна сонячна радіація, кДж/м²·день | 8718             | 11542            | 14269            | 17975            | 22079            | 26607            | 26037            | 23788            | 20378            | 14783            | 10609            | 8552             |                  |
| --------------------------------------------- | ---------------- | ---------------- | ---------------- | ---------------- | ---------------- | ---------------- | ---------------- | ---------------- | ---------------- | ---------------- | ---------------- | ---------------- | ---------------- |
| Джерело:                                      |                  |                  |                  |                  |                  |                  |                  |                  |                  |                  |                  |                  |                  |